# Riccardo Realfonzo
Riccardo Realfonzo (Napoli, 29 luglio 1964) è un economista italiano, Presidente del fondo pensione dei metalmeccanici Cometa e direttore di "economiaepolitica.it".

## Formazione e carriera
Dopo il dottorato sotto la supervisione di Augusto Graziani e gli studi in Inghilterra (Cambridge) ha intrapreso la carriera accademica insegnando a Napoli, a Campobasso e quindi a Benevento. È professore ordinario di Fondamenti di Economia Politica ed Economia del lavoro presso l'Università degli Studi del Sannio, dove attualmente è preside di Economia aziendale. Realfonzo è, dal giugno 2021, Presidente del Fondo Cometa e direttore scientifico e didattico della Scuola di Governo del Territorio, cui aderiscono le Università della Campania, l'Università di Pisa, l'Università di Roma Tor Vergata, il CNR e numerose istituzioni e associazioni scientifiche. Realfonzo è direttore della rivista economiaepolitica.it, che ha fondato nel 2008 e intorno alla quale si raccolgono gli economisti classico-keynesiani italiani. Dal 2021 è Presidente del principale fondo pensione italiano, il fondo Cometa dei lavoratori metalmeccanici. Anche in passato Realfonzo ha avuto esperienze in Cda di società pubbliche e private. È stato due volte assessore al bilancio e alle partecipate del Comune di Napoli. Nel dicembre 2010 ha pubblicato il libro Robin Hood a Palazzo San Giacomo (Pironti Editore), nel quale denunciava il sistema clientelare che aveva dominato Napoli negli anni dell'emergenza rifiuti. Interviene periodicamente con articoli di attualità economica su Il Sole 24 Ore, il Financial Times, il Corriere del Mezzogiorno. È coordinatore della consulta economica nazionale della FIOM-CGIL.

## Il pensiero economico
Realfonzo ha ripreso e sviluppato le ricerche teoriche del suo maestro Augusto Graziani e in particolare la teoria del circuito monetario. Oggi è annoverato fra gli economisti keynesiani italiani. Le sue pubblicazioni scientifiche hanno quindi una impostazione keynesiana e affrontano i temi della determinazione dei livelli di attività e di occupazione dell'economia, della distribuzione del reddito e delle variabili monetarie. In particolare, Realfonzo ha sviluppato la teoria monetaria keynesiana, mostrando come nell'economia capitalistica la moneta abbia una natura puramente creditizia e l'accesso al credito bancario sia lo strumento per avviare il processo produttivo e generare la crescita economica. In alcuni articoli pubblicati su riviste internazionali ha affrontato il tema della distribuzione del reddito, chiarendo che nell'economia di mercato non si applica la cd teoria marginalista della distribuzione (per cui il reddito di un soggetto è commisurato alla sua produttività); al contrario la distribuzione del reddito dipende da fattori quali l'accesso al credito bancario e il grado di monopolio delle imprese (concentrazione industriale). Nei modelli di Realfonzo l'occupazione dipende dalla domanda aggregata e quest'ultima è legata alle scelte di politica fiscale del governo. Nei manuali postkeynesiani oggi è annoverato tra gli esponenti italiani ed europei della teoria del circuito monetario, che viene ricondotta alla tradizione teorica postkeynesiana.
Realfonzo ha scritto numerosi ben noti contributi anche sull'economia italiana - in particolare su temi di finanza pubblica, mercato del lavoro e Mezzogiorno - e sull'unione monetaria, oltre che sulla storia dell'analisi economica.
Realfonzo ha sollevato a più riprese la necessità di utilizzare l'avanzo primario, ridefinendo i vincoli europei sul deficit, per rilanciare gli investimenti e l'economia italiana.

## I contributi al dibattito di politica economica
Realfonzo ha frequentemente chiamato a raccolta gli economisti keynesiani per portare avanti battaglie di politica economica favorevoli alle politiche fiscali espansive, a nuove politiche industriali e critiche verso l'austerità e la deregolamentazione del mercato del lavoro.
È stato il primo a sostenere che, dopo la crisi del 2008, l'Italia avrebbe dovuto sforare il vincolo del deficit al 3% previsto dal Patto di Stabilità europeo. Una tesi che ha ripreso continuamente, anche sulle pagine del Corriere della Sera e del Sole 24 Ore.
Nel settembre 2013 è stato promotore e primo firmatario de Il monito degli Economisti, appello pubblicato dal Financial Times, che mette in guardia sul rischio che, come conseguenza dell'austerità, alcuni Paesi siano costretti ad abbandonare l'euro. L'appello è stato firmato da eminenti economisti di tutto il mondo, tra cui Philip Arestis, Wendy Carlin, James Galbraith, Alan Kirman, Jan Kregel, Dani Rodrik, Malcolm Sawyer, Tony Thirlwall.
Nel 2006 è stato primo firmatario dell'appello degli economisti contro le politiche favorevoli all'abbattimento del debito pubblico mediante contrazione della spesa pubblica e per una stabilizzazione del rapporto debito/pil. Nel 2010 ha promosso la Lettera degli economisti contro le politiche di austerity in Europa.
Realfonzo è frequentemente intervenuto, in particolare dalle pagine di economiaepolitica.it, per mostrare gli effetti negativi delle politiche di deregolamentazione del mercato del lavoro. In particolare, ha sostenuto che quelle politiche, come ad esempio il Jobs Act, non generavano un aumento dell'occupazione ma determinavano piuttosto una stagnazione salariale.
Recentemente ha sostenuto sul Financial Times l'insufficienza del Recovery Plan per il rilancio dell'economia italiana. Per questa ragione ha avanzato la proposta di fare in modo che una maggiore quota del risparmio pensionistico italiano, raccolto dal sistema della previdenza complementare, venga investito in Italia mediante la creazione di uno strumento di investimento diretto (gestito da Cassa Depositi e Prestiti) che garantisca come rendimento minimo la rivalutazione del TFR. Ciò consentirebbe, secondo Realfonzo, di coinvogliare non meno di 30 miliardi di euro verso il sistema delle piccole e medie imprese del Paese. 

## L'esperienza amministrativa
Nel giugno 2011 è stato nominato assessore al bilancio del Comune di Napoli nella giunta del sindaco Luigi de Magistris, ma ha lasciato il suo incarico nel luglio 2012, soprattutto perché la mancata attuazione di una riforma complessiva del Comune (e delle società partecipate) avrebbe determinato un forte incremento delle tasse locali senza evitare il rischio di dissesto del Comune. Le sue tesi critiche verso l'amministrazione comunale sono state riprese, tra gli altri, da Roberto Saviano. Secondo lo scrittore, "Da Realfonzo, dal suo ruolo di rottura e discontinuità, Luigi De Magistris aveva deciso di partire. E, per questo, tanti napoletani avevano deciso di votarlo e di appoggiare quel progetto di scassare tutto, slogan che sembrava promettere una rottura con la situazione esistente. L'assessore è durato poco: De Magistris lo ha cacciato per le stesse ragioni per le quali ne aveva fatto un vessillo". E ancora: "La Napoli di oggi è una Napoli che si sognava diversa e che diversa non è. Come dice Riccardo Realfonzo, ex assessore al bilancio, le uniche certezze che Napoli ha nell'immediato futuro sono l'aumento dell'Imu, dell'addizionale Irpef, della tassa sui rifiuti, dei costi di asili nido e mense scolastiche. Aumenti a fronte di servizi che non possono più essere erogati o quasi. Aumenti a fronte di stipendi che non possono essere più pagati".
Realfonzo ha sostenuto a più riprese che, essendo venuta meno la riforma del Comune di Napoli e delle società partecipate, sarebbe stato necessario dichiarare lo stato di dissesto. In tal senso ha sottolineato la progressiva crescita del buco di bilancio del Comune e gli effetti deleteri per i cittadini e le imprese. 
Ha denunciato pubblicamente gli sprechi e le clientele del Comune di Napoli nel libro Robin Hood a Palazzo San Giacomo (Pironti Editore).

## Pubblicazioni
- Riccardo Realfonzo, Money and Banking, Edward Elgar Publishing, 1998. ISBN 978-1-85898-765-1
- A cura di Giuseppe Fontana e Riccardo Realfonzo, The Monetary Theory of Production: Tradition and Perspectives, Palgrave Macmillan, 2005. ISBN 978-1-4039-3259-4
- A cura di Riccardo Realfonzo e Carmen Vita, Sviluppo dualistico e Mezzogiorni d'Europa, FrancoAngeli, 2006. ISBN 88-464-8194-1
- A cura di Sergio Cesaratto e Riccardo Realfonzo, Rive Gauche, Manifestolibri, Roma, 2006. ISBN 88-7285-423-7
- A cura di Riccardo Realfonzo, Qualità del lavoro e politiche per il Mezzogiorno, Franco Angeli, Milano, 2008. ISBN 978-88-568-0331-0
- A cura di Paolo Leon e Riccardo Realfonzo, L'economia della precarietà, Manifestolibri, Roma, 2008. ISBN 88-7285-553-5
- A cura di Gaetano Natullo, Riccardo Realfonzo, Rosario Santucci, Lavoro, occupazione e centri per l'impiego nella provincia di Benevento, Aracne Editrice, 2008. ISBN 88-548-1441-5
- Riccardo Realfonzo, Moneta e banca. La teoria e il dibattito, Napoli, ESI-Edizioni scientifiche italiane, 1996, ISBN 88-8114-272-4.
- Riccardo Realfonzo, «Robin Hood» a palazzo San Giacomo, Napoli, Pironti Editore, 2010, ISBN 978-88-7937-549-8.